# Nuestras guerras
Nuestras Guerras es el quinto disco de la banda argentina de hardcore melódico Shaila.

## Lista de canciones

### CD 1
1. "Exarhia"
2. "Los Farsantes"
3. "Leviatán"
4. "Eva"
5. "Los Limbos"
6. "Mujer Verdad"
7. "La Naturaleza de las Cosas"
8. "Los Idiotas"
9. "El Panóptico"
10. "La Esperanza"
11. "Hegemonía"
12. "Tierra & Libertad"
13. "Las Minas de Abril"

### CD 2
1. "Unitarios & Federales"
2. "Antítesis"
3. "Sudestada"
4. "Cooperativa Infantil de Acción"
5. "La Gramática de la Rebelión"

- Datos: Q6046516